# Conca d'Arcaishon

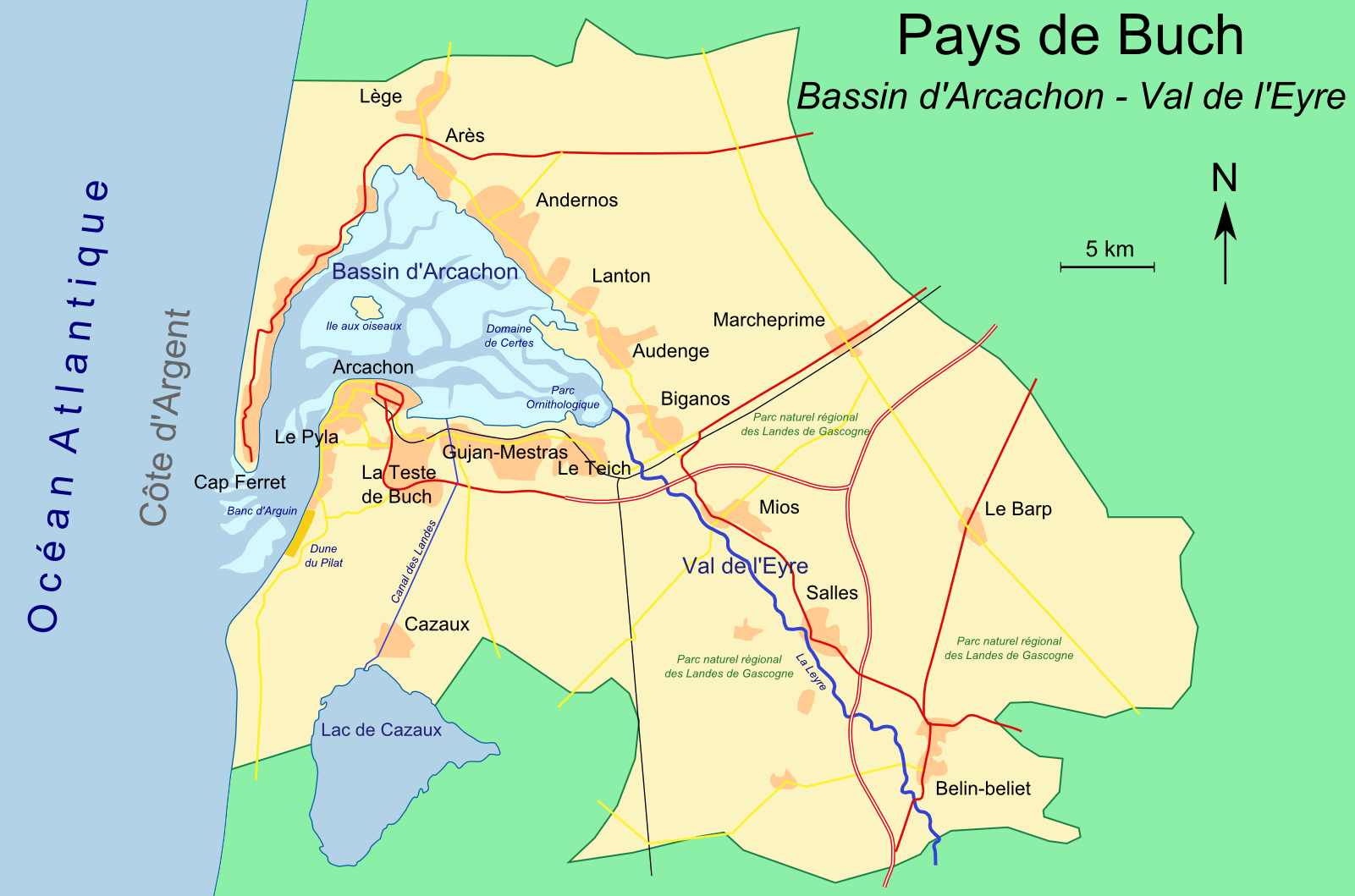
Situació de la Conca d'Arcaishon

La Conca d'Arcaishon (en occità laca d'Arcaishon) és una badia de la costa occidental de França, oberta a l'oceà Atlàntic en el golf de Biscaia, en un tram de la Costa d'Argent entre les ciutats de la Tèsta de Buc al sud, i Lèja e lo Horet, al nord. Administrativament, està situada a la regió d'Aquitània dins el departament de la Gironda.
Conforma un veritable petit mar interior de 155 km² en marea alta i 40 km² en marea baixa, amb més de 80 km de bancs de sorra, platges i dunes.

## Geografia

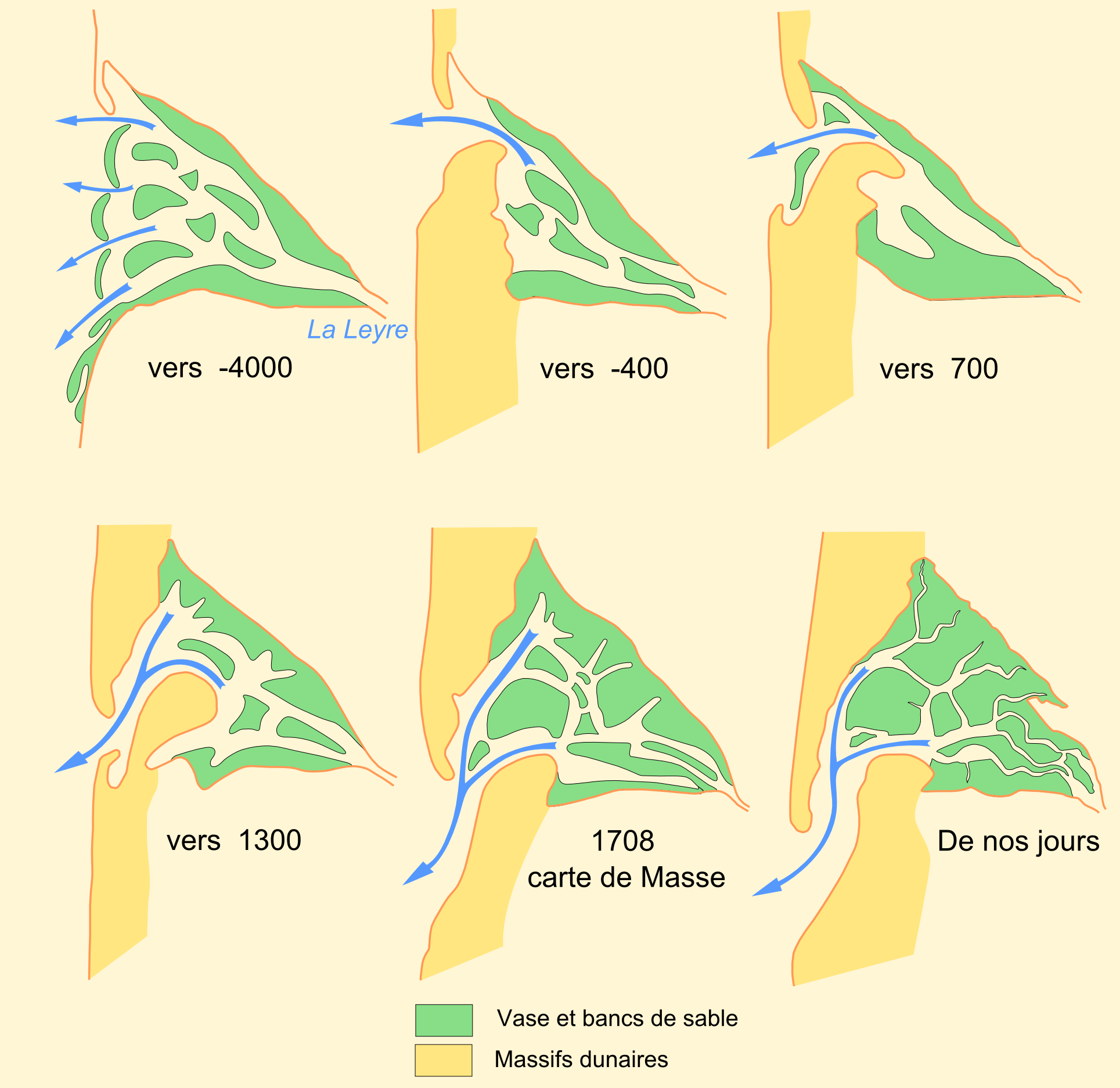
Esquema evolutiu de formació de la conca d'Arcaishon.

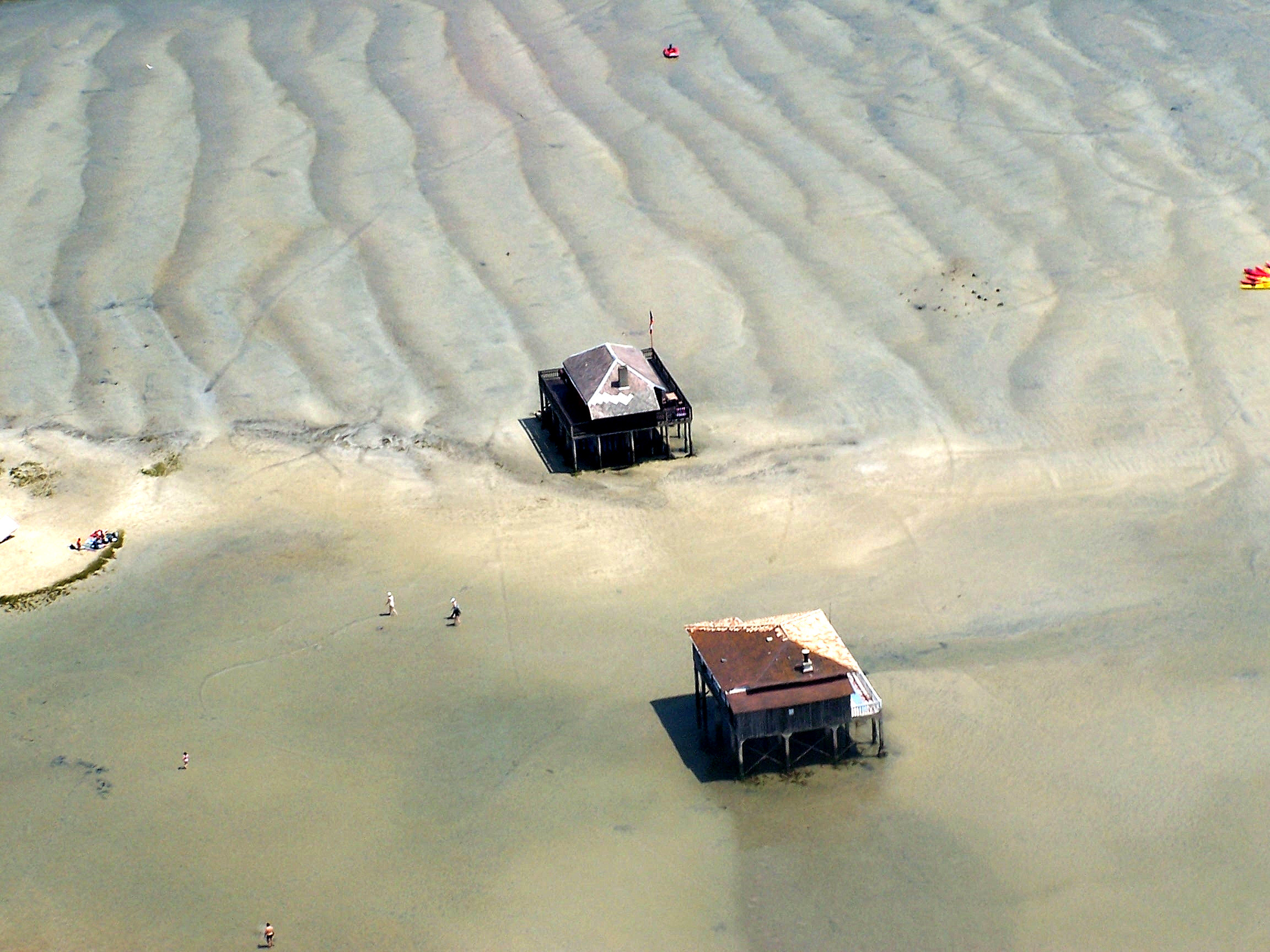
Cabanes d'Arcaishon.

La conca d'Arcaishon forma part del País de Buc, situat a les Landes de Gascunya, entre la punta de Grave i Cap Berton. Es troba parcialment isolada de l'oceà Atlàntic per un cordó de dunes que inclou, en particular, el cap Ferret, la duna de Pilat i el banc d'Arguin (classificat com a reserva natural).
Les passes d'aigua i els bancs de sorra evolucionen durant l'edat mitjana per influència de les marees (s'intercanvien uns 370 milions de metres3 d'aigua entre la conca i l'oceà cada dia, a una velocitat mitjana d'uns 2 m/s) i dels corrents marins (vorejant la costa del nord a sud, arrossega al voltant de 600.000 m³ de sorra cada any). Aquests factors fan les passes d'aigua especialment perillosos per a la navegació. La localització i l'estructura de les passes segueixen una evolució cíclica d'uns 80 anys, que va minvant progressivament al sud mentre que al nord tendeixen a aixamplar-se. D'altra banda, la conca rep aigua dolça del riu Eyre, que aporta un flux continu d'aigua i impedeix l'obstrucció dels canals.
Al centre de la badia es troben l'Ila deus Aucèls i les cabanas chancadas.

## Història
La història de la conca és en bona part la història del País de Buc. Els primers vestigis d'assentaments daten del segle viii aC. Fins a la meitat del segle xix, els pescadors, pastors i reiners marquen l'economia local. El 1823 s'hi establí Legallais, el primer turista que arribà a la zona amb la intenció d'enfortir la seva salut amb banys de mar. El desenvolupament del turisme coincidí amb l'arribada del ferrocarril el 1841. L'ostricultura moderna es va expandir des del 1860. Fins a 1950, com a mesura per a combatre la tuberculosi, des de la Vila d'Hivern d'Arcaishon es recomanà fer-hi cures d'aire. Avui en dia, la conca d'Arcaishon és una de les atraccions turístiques més visitades de la regió d'Aquitània.

## Clima
La conca gaudeix d'un microclima particular (la mitjana de les temperatures més baixes és de 13º), sota la influència de l'Oceà Atlàntic, amb un règim de vents i precipitacions equilibrat, i més de 2.200 hores de sol a l'any. Aquest microclima proporciona hiverns suaus i estius pocs calorosos.
Les temperatures mitjanes màximes oscil·len entre 11°-12° a l'hivern i 25°-26° a l'estiu. La temperatura del mar a la conca és de 13°-14°, mentre que la mitjana és de 10°-11° a l'oceà a l'hivern. A l'estiu, la conca s'escalfa a 22°-23°, mentre que arriba a 19°-20°-21° a l'Atlàntic.
La precipitació mitjana varia de 800 mm a Cap Ferret, prop de 1000 mm de Cazaux.
| Mes                                                       | Gen  | Feb  | Mar  | Abr  | Maig | Jun  | Jul  | Ago  | Set  | Oct  | Nov  | Des  |
| --------------------------------------------------------- | ---- | ---- | ---- | ---- | ---- | ---- | ---- | ---- | ---- | ---- | ---- | ---- |
| Temp. max. mitj. (°C)                                     | 10,7 | 12,3 | 14,6 | 16,3 | 20,1 | 22,7 | 25,6 | 26   | 23,7 | 19,3 | 14,1 | 11,5 |
| Temp. min. mitj. (°C)                                     | 2,3  | 2,9  | 4    | 6,2  | 9,9  | 12,7 | 14,7 | 14,6 | 11,8 | 9,1  | 5    | 3,4  |
| Mitjana (°C)                                              | 6,4  | 7,6  | 9,5  | 11,3 | 15,1 | 17,8 | 20,1 | 20,4 | 17,9 | 14,2 | 9,6  | 7,4  |
| Precipitacions mitjanes. (mm)                             | 99   | 84   | 71   | 82   | 73   | 64   | 51   | 58   | 92   | 99   | 108  | 105  |
| Font : Météo France Arxivat 2008-05-14 a Wayback Machine. |      |      |      |      |      |      |      |      |      |      |      |      |

## Activitats
L'economia de la badia es basa principalment en l'aqüicultura d'ostres, ostricultura, i el turisme als municipis de Lèja e lo Horet, Endarnòs, Arés i Gujan e Mestràs; la piscicultura és important a Audenja i Lo Teish. També es practica la pesca particular i els esports nàutics. Paral·lelament, constitueix un important observatori de nombroses espècies d'ocells.

## Patrimoni
- El bosc de les Landes de Gascunya.
- Reserva natural del banc d'Arguin.
- La Duna de Pilat
- La pràctica d'extreure reïna dels pins marítims, practicada durant més de 2000 anys.
- Les cabanas chancadas, construccions sobre pals de fusta situades enmig de la conca, utilitzades de refugi temporal dels ostricultors entre les dues marees.
- El far del Cap Ferret, mirador natural sobre la conca, l'oceà i el bosc.
- Nombrosos xalets d'influència basca, morisca o angloxinesa, classificats com a lloc pintoresc.
- Els ports ostrícoles, típics de la regió.
- La pinassa, embarcació típica de la conca.
- El Parc ornitològic de Teish